# Arturo Villanueva
Arturo Villanueva Galeana (ur. 17 stycznia 1896 w Monterrey, zm. 11 września 1980 w Meksyku) – meksykański strzelec, olimpijczyk.
Startował na igrzyskach olimpijskich w 1932 roku (Los Angeles). Wystąpił w strzelaniu z pistoletu szybkostrzelnego z odl. 25 metrów, w którym zajął czwarte miejsce ex aequo z Włochem Walterem Boninsegnim i Hiszpanem José Gonzálezem.

## Wyniki olimpijskie
| Igrzyska | Konkurencja                        | Wynik                 | Miejsce    | Źródło |
| -------- | ---------------------------------- | --------------------- | ---------- | ------ |
| IO 1932  | Pistolet szybkostrzelny, 25 metrów | 35 punktów (18-6-6-5) | 4T (na 18) | [ 2 ]  |